# Catlin (Illinois)
Catlin – wieś w Stanach Zjednoczonych, w stanie Illinois, w hrabstwie Vermilion.